# Merenptah
Merenptah (Baenre) byl faraonem 19. dynastie, synem a následníkem Ramesse II. Vládl v letech 1213–1203 př. n. l.

## Život
Následníkem trůnu se stal poté, co jeho starší bratry jejich otec Ramesse II. přežil. Ramesse II. byl v posledních asi 10 letech svého života zatížen řadou nemocí (podle stavu mumie to byly záněty, tuhnutí páteře) a za následníka určil Merenptaha a ustanovil ho regentem, tedy praktickým vládcem. Ten se již honosil řadou titulů jako například Kontrolor a Vrchní inspektor, Královský písař a v jeho 50 letech také titulem Generalisimus trůnu. Vlády se ujal po smrti otce ve věku ~55 let.Za hlavní sídlo si zvolil Memfis, kde přestavěl palác poblíž chrámu Ptaha.

## Vláda

Migrační invaze ke konci Bronzové doby,~1200 př. n. l.

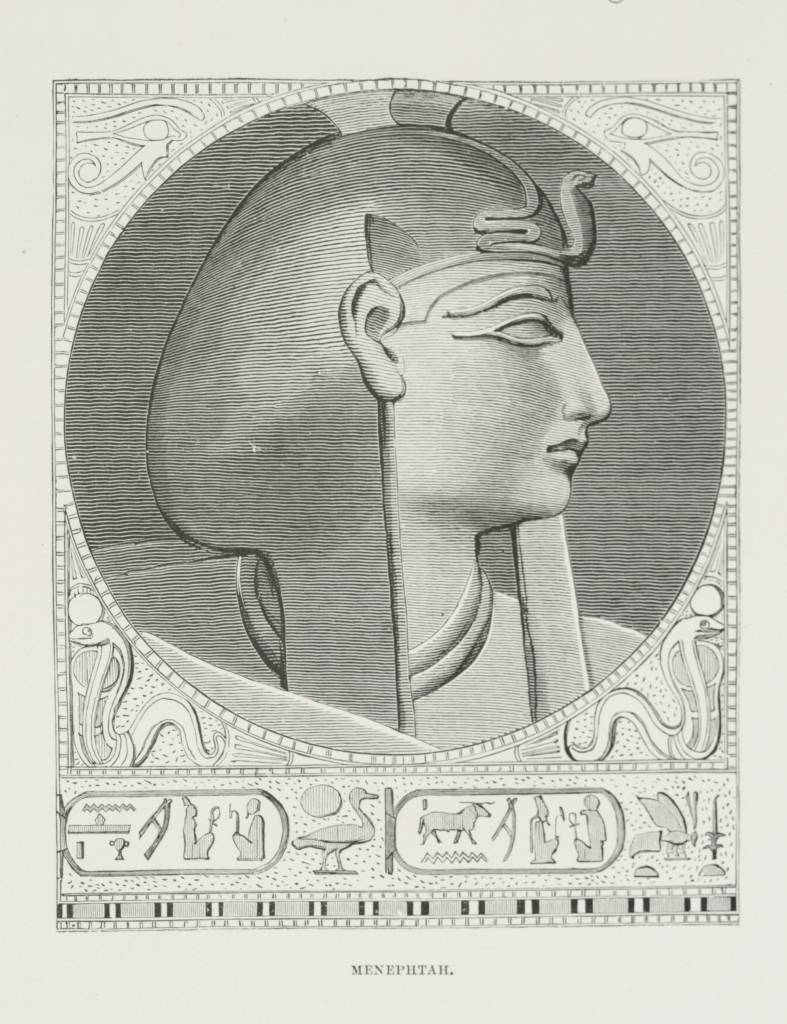
Busta Merenptaha (1878)

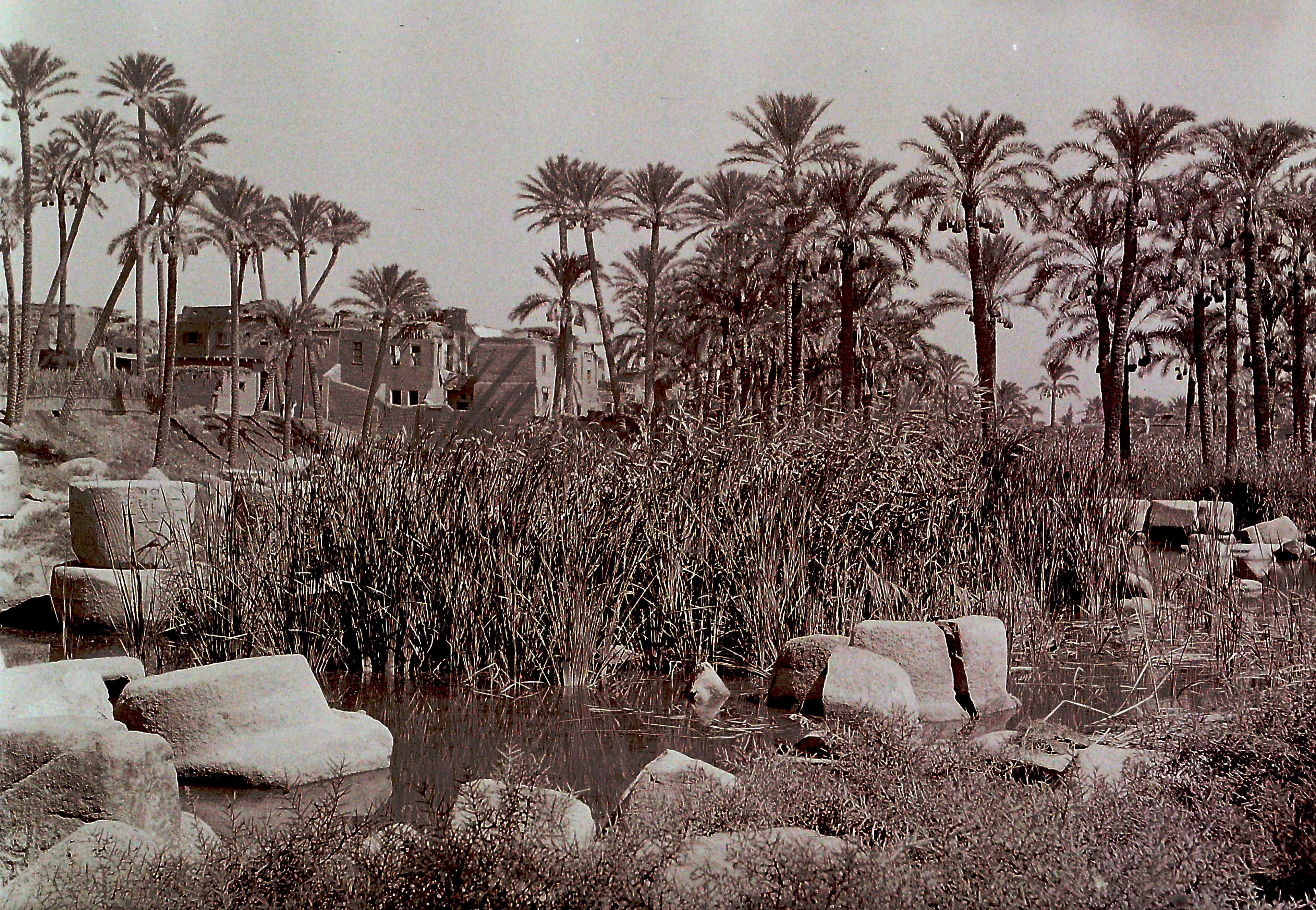
Ruiny chrámu Ptaha v Memfis; v pozadí vesnice Mit-Rahína,1975

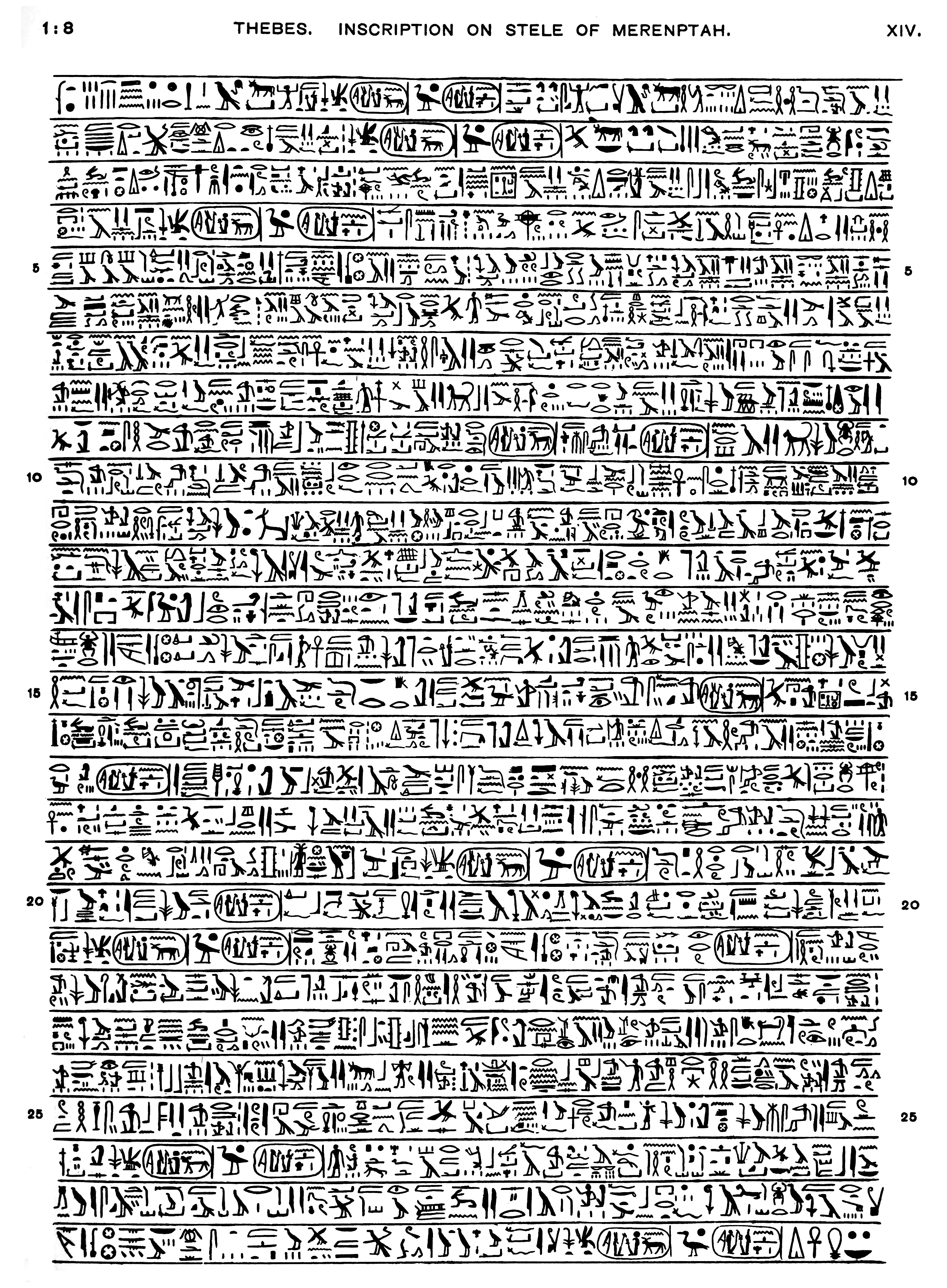
Merenptahova (Izraelská) stéla

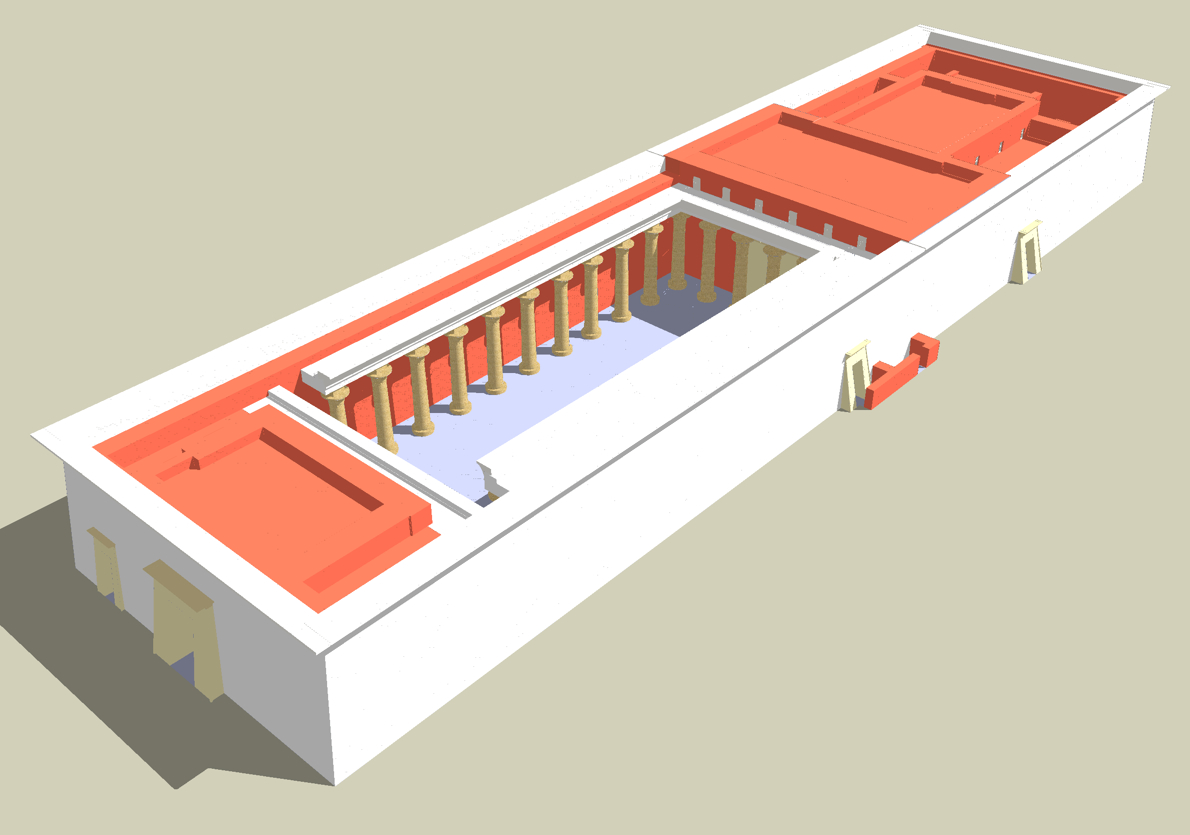
Model Merenptahova paláce v Memfis

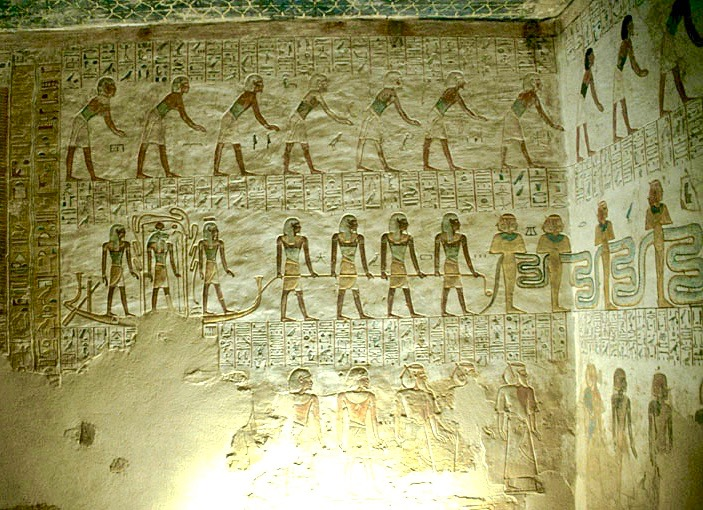
Výzdoba v hrobce KV8

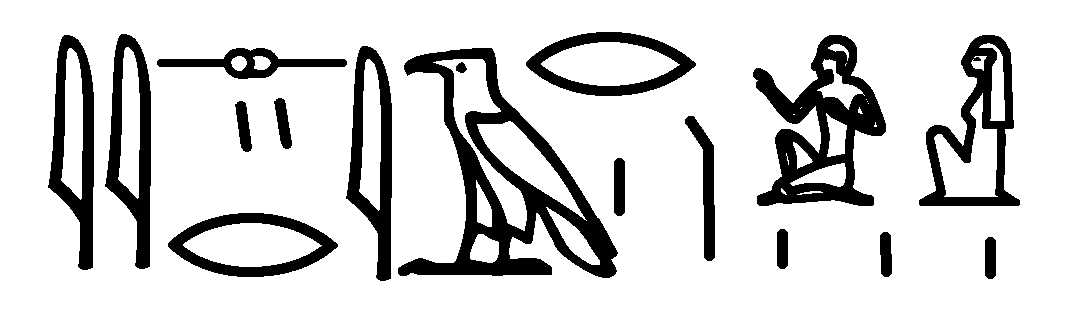
Hieroglyfický zápis (ysrỉꜣr) z Merenptahovy stély; výňatek z 27. řádku

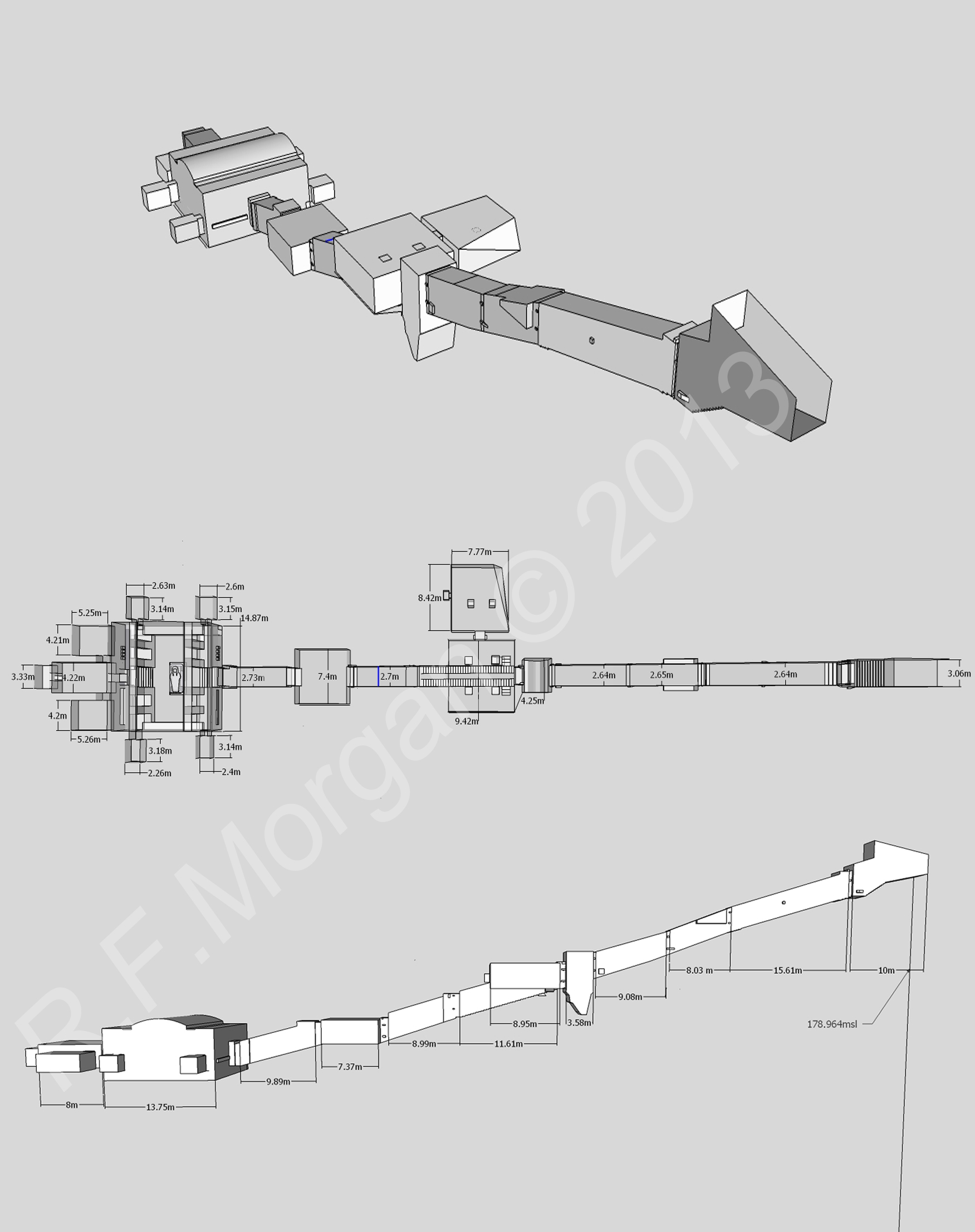
Isometrické schema hrobky KV8

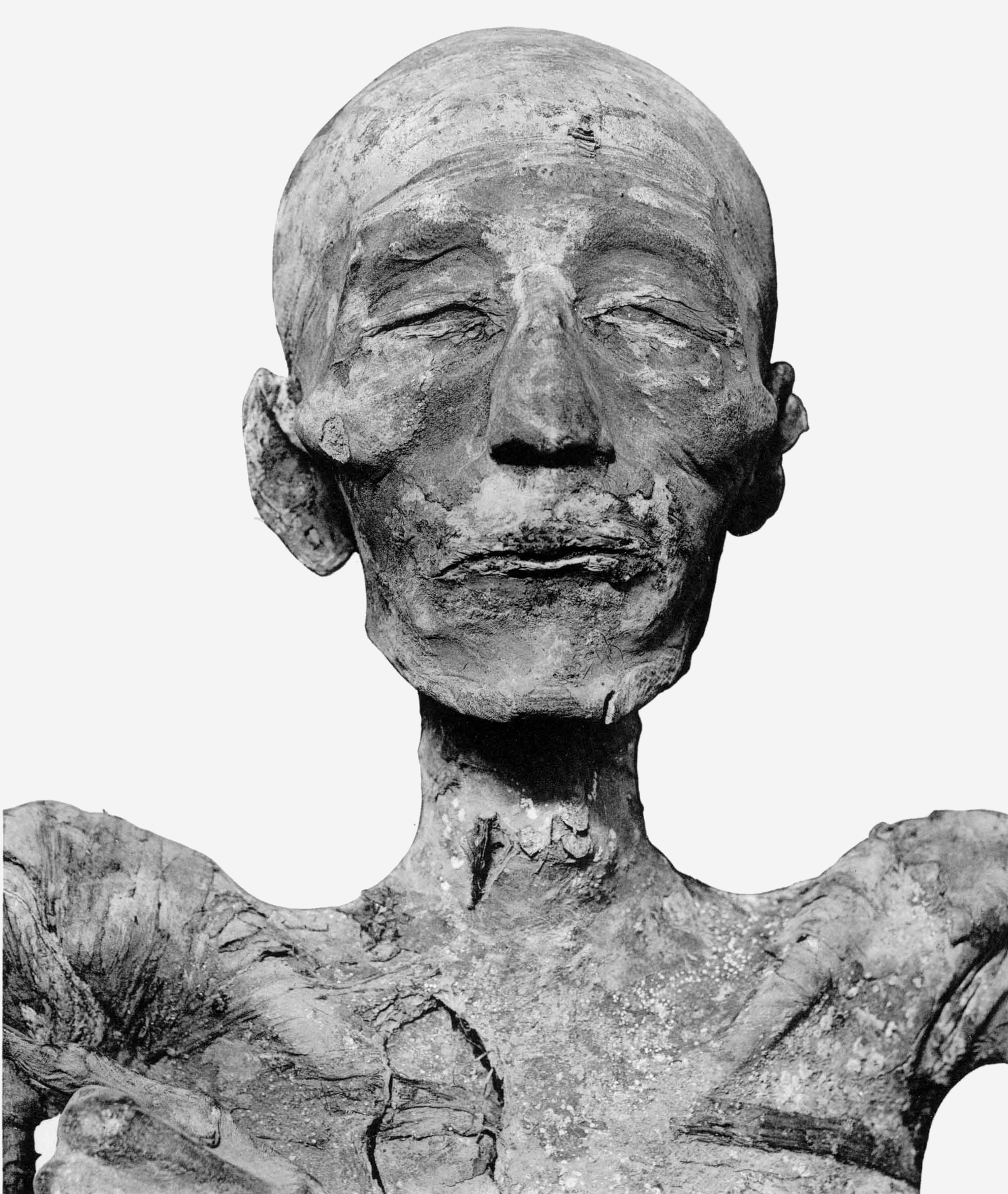
Mumie Merenptaha; Egyptské Muzeum v Káhiře

Historický kontext vlády Merenptaha je nutné navázat na dlouhou vládu jeho otce, tak i historie nejpozději od vlády Haremheba a historií invazí libyjské populace ze západní pouště do úrodné delty Nilu, podobně jak mořských národů . Podle Keldera to za vlády Merenptha byli:
 Eqwesh (Řekové), Lukka (Lýkie → Anatolie – Antalie) Shekles (Sicilie) Sharden (Sardinnian), Teresh(Tyrhenská oblast).
Jejich invazní tlak se soustřeďoval do oblasti západní delty Nilu, oázy Fajjúm a také směrem k Helipoliské oblasti správnímu a sídelnímu městu Memfis. Soustředění nájezdníků a jejich velení se ujal libyjský král Meryrey. Jeho cílem bylo dosáhnout se svým lidem trvalé usídlení v úrodné zemi. Přivedl s sebou celé libyjské rodiny včetně dětí a dalšího příslušenství. 
Mořské národy ohrožovaly i kraje na území Chetitů, kde vyrabovaly a zničily několik vesnic. To vedlo krále Chetitů Suppiluliuma II. (1207–1187 př. n. l.), aby nabídl pomoc Egyptu, aby ve společné koalici porazili nájezdníky směřující do delty Nilu. 

## Vezírové
Správní strukturu říše spravovali nomarchové a vyšší úředníci, vezírové. Někteří z nich jsou známí:

Hori – Vezír byl nomarchou Dolního Egyptu a nejvyšším knězem boha Anhura; působil již za vlády Ramesse II. Byl synem prince Khaemwesetsyna, čtvrtým synem Ramesse II. Vezir Hori byl tedy vnukem Ramesse II.

Panehesey– Vezír a nomarcha Horního Egyptu Záznamy o něm jsou v kapli v Gebel el-Silsila 

Messuy – Vezír a nomarcha Horního Ehyptu, uváděný také jako vícekrát v Núbii, je také spojován s osobou uzurpátora Amenmesse, za vlády Merenptahova syna Setiho II. 

## Válka s Libyjci
Asi v 5. roce Merenptahovy vlády zesílily útoky skupin mořských národů a ohrožovaly říši ze západu natolik, že faraon proti nim nasadil celou armádu a (~ 15. dubna 1208 př. n. l.) svedl vítěznou bitvu proti jejich spojené armádě u města Prosopis (var. Prosopotis)ležícího na západním okraji nilské delty.Bitva je nejpodrobněji popsána na stěně vedle šestého pylonu v Karnaku. Vítězný válečný střet faraon dal zvěčnit na čtyřech místech:
- Nápis na východní stěně v Karnaku spojující chrám s VII. pylonem. Je asi nejdelší zachovaný nápis obsahující téměř úplný popis událostí o bitvě a vítězství nad Libyjci. Jsou zde vylíčeny přípravy na bojový střet, vlastní průběh vojenských operací i konečný vítězný triumf. Je zde i popis útěku nepřátel a také počty zajatců, otroků, ale také žen a dětí (Breasted §588).[6] Na závěr popisuje triumfální návrat do paláce (Memfis):…Velitel Západní pevnosti poslal zprávu Soudnímu dvoru, řka: „Přišel padlý (král Libyjců) Meryey, jeho údy utekly kvůli jeho zbabělosti, a prošel kolem mne, v bezpečí ve skrytu noci. Chvály, které dříve pronášel k ničemu mu neprospěly, všechno, co říkala jeho ústa, se vrhlo na jeho hlavu, jeho stav není znám, zda je mrtvý nebo živý.“

Breasted §586
- Nápis na žulovém sloupu, nyní v Egyptském Muzeu, přečetl a publikoval Mospero 1881. Nahoře je scéna ukazující Merenptaha, jak přijímá meč od boha, který mu říká:..Způsobil jsem, že jsi zlikvidoval náčelníky Libye, jejichž vpád jsi odrazil a zahnal zpět.

Breasted §594
- Stéla v Athribis [p 4] nyní uložená u Egyptského muzea v Káhiře obsahuje krátký popis Merenptahovy Libyjské expedice (výňatek.):..Ta zpráva Veličenstvo rozlítila, že zuřil jako lev, svolal svůj dvůr a pronesl burcující projev. Potom měl sen, ve kterém mu Ptah podal meč a řekl: „Vezmi (jej) a vyžeň ze svého srdce bázeň.“ Když lučištníci postupovali „Amon byl nad nimi jako štít.“

Breasted §598
- Hymnus o vítězství na stéle, kterou nalezl F. Petrie v ruinách Merenptahova zádušního chrámu v Thébách v roce 1896. (úryvek): Meryey, bídný, poražený náčelník Libye, přišel napadnout „Stěny panovníka“ (Memphis), který je jeho pánem, jehož syn svítí na jeho trůnu, králi Merenptahovi. Ptah řekl o poraženém náčelníkovi Libye: „Všechny jeho zločiny budou shromážděny a vrženy na jeho hlavu. Dej ho do rukou Merenptahovi, aby ho nechal vyzvrátit to, co spolkl, jako krokodýl. Hle, pachatel je rychlý, a král ho oslepí, ačkoli jeho síla bude známa, neboť ho Amon sváže jeho ruce a vydá ho svému Ka v Hermonthis, jemu králi Merenptahovi...[12]
 Další text uvádí:
...Knížata jsou rozdrcena a říkají: „Milosrdenství“! Nikdo nezvedá hlavu mezi cizími lidmi. Zpustošen je Tehanu (Libye); Hatti (Chetitié v Anatolii) jsou pacifikováni; vyrabován je Kanaán se vším zlem; obsazen je Ashkelon (jih Izraele?); zmocněn je Gezer Yanoam (země v Syrii) zničen jako kdyby vůbec neexistoval; Isiral (je spojován s Izraelem?) je zničen, jeho semeno zde není;[p 5]Hurru (Syrie) se stává vdovou pro Egypt. Všechny země jsou spolu usmířeny;

PritchardBreasted §606
Někteří autoři z toho odvozují první zmínku o existenci Izraele jako země mezi Sýrií a Palestinou, ovšem na základě pouze jednoho sporného čtení znaků (ysrỉꜣr).
 Zmíněné nápisy, zejména chronologie jejich vzniku, jsou datovány do konce vlády Merenptaha a jsou patrně kompilací několika střetů se skupinami mořských národů, které v určitých vlnách pokrčovaly i v následné 20. dynastii.

## Hrobka
Hrobka KV8 Merenptha se nachází mimo hlavní část Údolí králů, jeho mumie se zachovala a spolu s dalšími byla hromadně přemístěna v roce 1898 do KV35.
Jeho hrobka v Údolí králů na západním břehu Théb byla navržena s pěti chodbami a uzavřenými sály, bočními komorami s přístěnky. V této vysoce zdobené hrobce byl sarkofág z červené žuly. Na víku sarkofágu jsou vyobrazeny nápisy z Knihy mrtvých.
Také se zde nacházel další neidentifikovaný alabastrový sarkofág. Mumie faraona při antropologickém zkoumání prokázala, že faraon na sklonku života trpěl artritidou a arteriosklerózou. Také se prokázala vyhojená zlomenina stehenní kosti.

## Krize společností
Archeologická data a zprávy z tohoto období invaze Libyjců a také mořských národů jsou různorodé, politicky a ekonomicky nesourodé. Navíc se objevovaly prvky civilizační krize v Egyptě i v zemi Chetitů, které vyústily v Třetí přechodné období
Pohyb populací, decentralisace stávajících systémů (Egypt, Chetité, Středomoří) jsou příznačným znakem toho, že celá oblast východního Středozemí se propadala do stupňujícího se procesu politické, ekonomické, sociální a kulturní fragmentace s prvky chaotického dění konce pozdní bronzové éry.
Etnická diferenciace národů, zahrnovaných pod termín Mořské národy, je rozpracována v práci J. C. Woudhuizen, kde uvádí tři hypotézy jejich formování a reálný historický vývoj.

Dalším prvkem nastávající krize byly i měnící se klimatické podmínky, a v oblasti četná katastrofická zemětřesení a jejich následky. Podle podrobného průzkumu klimatických změn v období let ~1900–900 př. n. l. došlo k výraznému poklesu atmosférických srážek v oblasti Anatolie a podobně i Mezopotámii. Shodně s tím se zintenzivnilo vysychání Sahary a zmenšení rozloh dosud bohatých oáz a pobřežních oblastí Středozemního moře. To vše v komplexu vyvolalo rozsáhlé pohyby zde žijících populací. Zároveň je pro historii Egyptu zřejmé, že úrodná oblast delty Nilu se stala trvalým cílem invazí, což potvrzuje i historie následné 20. dynastie a kolaps společnosti v Třetím přechodném období.

## Následnictví
Konec vlády Merenptaha, který se dožil ~65–70 let, ve stavu pokročilého podlomeného zdraví a oslabené centrální vlády. To přispělo k rozvolnění správní struktury země, soustavně vyčerpávané jak vnitřními rozpory mezi Horním a Dolním Egyptem, tak vnějšími nájezdníky. Za nástupce byl zvolen legitimní syn Merenptaha, Seti II. , vlastně vnuk Ramesse II. Jeho nástup na trůn byl poznamenán rozpolcením vlády nad severem a jihem země a ambicemi pretendenta (vezíra?) Amenmesse.